# Zeta del Cigne
Zeta del Cigne (ζ Cygni) és el sisè estel més brillant de la constel·lació del Cigne de magnitud aparent +3,21. Encara que no té nom propi habitual, aquest estel, al costat de ρ Cygni i altres estels adjacents més tènues, era coneguda a la Xina com Chay Foo, «el magatzem de carros». Es troba a 151 anys llum del sistema solar.
Zeta Cygni és una gegant groga de tipus espectral G8III amb una temperatura efectiva de 4980 K i una lluminositat equivalent a 119 sols. Té un radi 14,7 vegades més gran que el radi solar i una massa aproximada de tres masses solars. La seva edat s'estima en 400 milions d'anys.
Zeta Cygni és un estel de bari, és a dir, mostra altes concentracions d'aquest i altres elements pesants en la seva atmosfera. Altres estels de bari típics són ζ Capricorni i Alphard (α Hydrae). En aquests estels les altes concentracions d'elements pesants es relacionen amb un nan blanc acompanyant, moltes vegades invisible, que en temps passats va contaminar al qui ara és l'estel principal. Imatges detallades obtingudes amb el telescopi espacial Hubble han permès observar a una acompanyant molt tènue —una nana blanca— a sol 0,04 segons d'arc. Completa una òrbita al voltant de Zeta Cygni cada 17,8 anys. Anteriorment era més massiva que Zeta Cygni i per això va evolucionar més de pressa; en la seva etapa final va cedir part de la seva massa al que ara veiem com a estel principal per després quedar relegat a un nan blanc gairebé invisible.